# Революция 1848 года в Галиции
Революция 1848 года в Галичине — демократическая революция в Австрийской империи, одна из европейских революций 1848—1849 годов. Среди задач революции была отмена крепостничества и демократические реформы.

## Предпосылки
В середине XIX века Галиция представляла собой один из самых отсталых в экономическом отношении регионов Австрийской империи. Здесь сохранялись крепостная зависимость крестьянства, феодальные повинности, устаревшие способы хозяйствования. Положение осложнялось национальной пестротой населения: если помещиками-землевладельцами в подавляющем большинстве были поляки, то крестьянство, особенно в Восточной Галиции, было по преимуществу русинским. Галиция не имела автономии, официальным языком был немецкий. Правительство Меттерниха не предусматривало наличия свободной прессы и национальных организаций и преследовало любые проявления либеральных идей. С другой стороны, существовавшее в Галиции польское национальное движение имело долгую историю и сильные традиции самоуправления, подпитываемые памятью о некогда едином Польском государстве.
Единственной суверенной польской территорией после Венского конгресса 1815 года оставалась Краковская республика, в которой сохранялось демократическое движение и идеи восстановления независимости Польши. В начале 1846 года в Кракове готовилось национальное восстание во главе с Яном Тыссовским, которое было поддержано польской элитой в Галиции. Однако австрийским властям удалось демагогией и обещаниями упразднения крепостничества спровоцировать конфликт между галицийским крестьянством и местными помещиками. Массовое крестьянское выступление, развернувшееся в провинции зимой 1846 года и вошедшее в историю как Галицийская резня, смело польское освободительное движение и жестоко расправилось с его лидерами-дворянами. Тем временем австрийская армия оккупировала Краков, и территория бывшего свободного города была присоединена к Австрийской империи.
Подавление революционных движений 1846 года не устранило социальных и национальных противоречий в Галиции. До 1848 года в стране сохранялась напряжённая обстановка, в 1847 году вновь разразился голод, приведший к массовым смертям в Карпатах. Катастрофическое положение наблюдалось в Кракове: цены на продукты питания подскочили в 3—6 раз, вследствие разрыва традиционных экономических связей с Королевством Польским и ликвидации автономии резко упало производство, многие предприятия и ремесленные мастерские разорились. Налоги в Кракове выросли в 4 раза по сравнению с периодом республики.
Разгром демократических кружков Галиции в 1846 году сильно ослабил левое крыло либерального движения. В стране отсутствовали организации, могущие взять на себя подготовку к революции, не было плана действий либералов на ближайшую перспективу. Главным требованием галицийских либералов по-прежнему оставалось восстановление независимого польского государства, тогда как буржуазные преобразования считались вторичными. Демократы, выступающие за немедленное освобождение крестьян и введение свободы слова, печати, собраний и неприкосновенности личности, в Галиции были крайне слабы. Под влиянием Галицийской резни 1846 года в национальном движении широкое распространение получила идея примирения с крестьянством путём отмены барщины как добровольного дара дворянства.

## Начало революции
Известия о революции 13—17 марта 1848 года в Вене вызвали массовые демонстрации в Кракове и Львове. Гофкомиссар Кракова под давлением митингующих освободил политических заключённых. Восставшие сформировали национальную гвардию. Первое время в Галиции не выдвигались решительные социальные и национальные требования, митинги ограничивались выступлениями в поддержку Австрийской революции и необходимости осуществления либеральных преобразований. 19 марта во Львове прошла массовая демонстрация в поддержку революции, в ходе которой была принята программа национального движения Галиции, оформленная в виде адреса императору Фердинанду I. Среди требований этой программы были отмена барщины и ликвидация крепостничества, автономия Галиции и введение польского языка в школах и государственной администрации, удаление иноземных чиновников, провозглашение демократических свобод, введение равенства граждан перед законом и реорганизация провинциального сейма. Адрес подписали около 12 тысяч жителей Львова, что составляло почти шестую часть всего населения города. Губернатор Галиции Франц Стадион фон Вартгаузен пошёл на уступки революционерам, санкционировав формирование национальной гвардии и удалив из правительства ненавистных чиновников. 21 марта при попытке губернатора запретить проведение собраний во Львове вспыхнуло восстание, причём впервые был сформирован революционный орган — Комитет Народовый (Национальный комитет), которым руководили Ян Добжаньский, Юзеф Дзежковский и Лешек Дунин-Борковский. Правда, под давлением Стадиона Комитет вскоре был распущен.

## Крестьянский вопрос и Краковское восстание

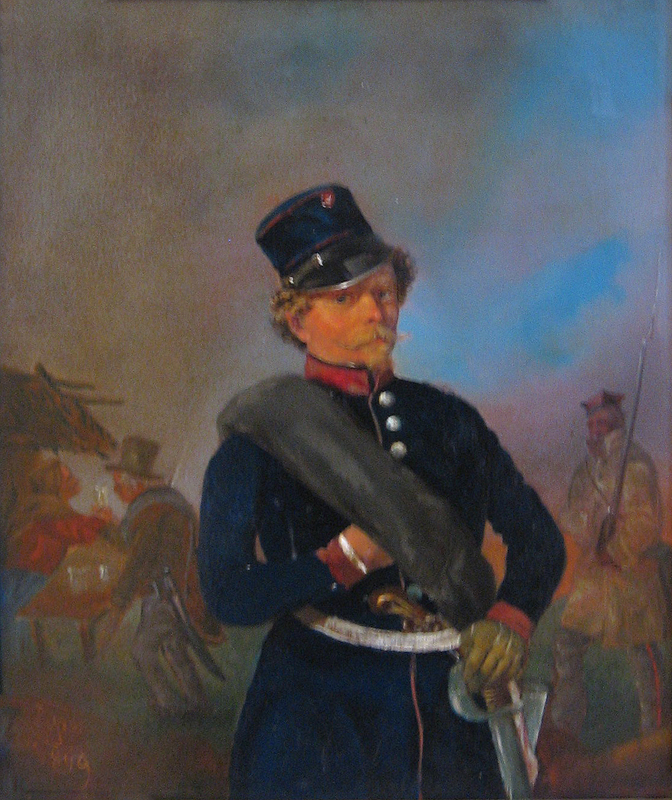
Францишек Тепа. Портрет офицера львовской гвардии

19 марта львовские либералы отправили в Вену делегацию, которая должна была представить адрес императору с программными требованиями революции. По пути в столицу делегаты активно популяризировали революционные идеи Львовского адреса, одновременно подвергаясь также влиянию вспыхнувших в это время национальных восстаний других народов Австрийской империи. К моменту прибытия в Вену делегаты уже выдвигали требование созыва Национального комитета Галиции с правом осуществления реформ. Однако император отказался обсуждать с львовскими делегатами вопрос каких-либо преобразований в Галиции.
Тем не менее уже 5 апреля в Кракове был сформирован первый постоянно действующий революционный орган — Национальный комитет, а 13 апреля во Львове была образована Рада Народова, организация ставшая центром всего либерального движения провинции. По всей Галиции были созданы местные комитеты, подчинённые Раде Народовой. Особенностью этих органов революции стала их крайняя осторожность по отношению к крестьянству: дворянско-интеллигентское большинство национальных комитетов опасалось повторения событий 1846 г. Достаточно умеренное предложение польских либералов отказаться в добровольном порядке от барщины не было поддержано галицийскими землевладельцами. Тем временем в стране начались крестьянские волнения, массовый характер приобрели отказы крестьян от исполнения барщинных повинностей. Нерешительностью либералов воспользовался губернатор Стадион. Он, заручившись согласием императора 22 апреля объявил об отмене с 15 мая всех барщинных повинностей с последующим вознаграждением помещиков за счёт государства и передаче наделов в собственность обрабатывающих их крестьян. Таким образом, в Галиции была провозглашена аграрная реформа, более либеральная, чем в соседних польских и украинских землях России и Пруссии. Отмена крепостничества сверху резко ослабила национальное либеральное движение и лишила его опоры на широкие слои населения.
26 апреля в Кракове вспыхнуло стихийное восстание, вызванное арестом группы польских иммигрантов на австрийской границе. Восставшие вооружили национальную гвардию, начались стычки с правительственными отрядами. Губернатор Стадион отдал приказ об артиллерийском обстреле города и окружил Краков войсками. Вскоре восставшие были вынуждены капитулировать. Национальная гвардия и Национальный комитет были распущены. Подавление восстания 26 апреля в Кракове стало первым успехом контрреволюции в Европе.

## Национальные конфликты в революции
25 апреля был опубликован проект конституции Австрийской империи, предусматривающий введение демократических свобод и ликвидацию пережитков феодализма. Это вызвало новый всплеск либерального движения в Галиции. Центром революции стала Рада Народова во Львове, под руководством которой в городах и местечках провинции была создана целая сеть революционных органов управления и отделения национальной гвардии. Выборы в имперский парламент способствовали развитию местной прессы и сплочению польского дворянства, горожан и интеллигенции вокруг Рады Народовой.
Либерализация политической системы привела также к подъёму национального движения среди галицийских русинов. Во главе русинского движения встала униатская церковь. Была сформирована первая русинская политическая организация — Главная Руская рада (укр. Головна Руска Рада, Галицийская рада), которую возглавил епископ Григорий Яхимович. В состав Рады входили такие деятели национального возрождения как Михаил Куземский, Иван Борисикевич, Михаил Малиновский. 15 мая во Львове вышел первый номер газеты «Заря Галицкая», ставшей печатным органом Галицийской рады. При раде был сформирован так называемый батальон русских горных стрелков. Особенностью русинского национального движения этого периода была резкая враждебность польским либералам, представляющим интересы помещиков, и подчёркнутая лояльность императору. Это предопределило появление элементов национального конфликта в революции 1848 г. в Галиции.
По инициативе Галицийской рады в Восточной Галиции стали формироваться местные русинские комитеты из представителей интеллигенции и духовенства. Были выдвинуты требования расширения прав русинов в Галиции и раздела провинции на две части: польскую Западную Галицию и русинскую Восточную. В июне 1848 г. вопрос о разделе Галиции обсуждался на Славянском съезде народов империи в Праге. Представители Рады Народовой и Русской рады принимали активное участие в работе этого съезда, формируя особую Польско-русинскую секцию. Одним из решений этого мероприятия стало соглашение 7 июня о признании равенства национальностей Галиции.
На выборах в австрийский парламент в Галиции, проведённых по либеральному избирательному закону, победу одержали представители умеренного крыла национального движения. Среди депутатов, избранных от Галиции 31 человек были крестьянами, 17 — священнослужителями (9 униатов, 6 католиков, 2 раввина), 26 — помещиками, 25 — представителей интеллигенции и губернатор Стадион. Среди всех провинций империи крестьяне Галиции получили наибольшее представительство. В парламенте большинство галицийских депутатов заняли проимперские позиции и поддержали решение о подавлении Венгерской революции.

## Поражение революции
К осени 1848 г. национальные движения в Галиции все более поляризовались: польская Рада Народова поддержала революцию в Венгрии и Италии, организовала отправку добровольцев в Венгрию, которые присоединились к армии Юзефа Бема, выдающегося польского генерала на службе Венгерской революции. С другой стороны, умеренное крыло либерального движения, в том числе Русская рада, не желали конфликта с императором, надеясь на осуществление преобразований сверху.
Под влиянием восстания в Вене 20 октября 1848 года во Львове также вспыхнуло стихийное восстание. На улицах города начали возводить баррикады, между восставшими и правительственными войсками и национальной гвардией завязались бои. 2 ноября город подвергнулся массированному артиллерийскому обстрелу. Во Львов вступили отряды австрийской армии. Было объявлено о введении осадного положения, запрете собраний и обществ, национальная гвардия и национальные организации были распущены. 10 января 1849 г. осадное положение было распространено на всю Галицию. Революция была подавлена.

## Значение революции
Несмотря на крах революции и достаточно долгий (до 1854 г.) период военной диктатуры в Галиции, главные завоевания 1848 г. были сохранены: крестьяне сохранили личную свободу и стали собственниками своих наделов, крепостничество было упразднено. Отсутствие необходимости для крестьянина платить выкуп за ликвидацию феодальных повинностей выгодно отличало аграрную реформу в Галиции от положения дел в соседних регионах Пруссии и России. Революция необычайно оживила политическую жизнь в Галиции. Это касается как польского национального движения, значительно укрепившегося после революции и в 1873 г. добившегося широкой автономии провинции, так и русинского национального движения, впервые ярко заявившего о себе именно во время революционных событий 1848 г.